# Girardinichthys ireneae
Girardinichthys ireneae är en fiskart som beskrevs av Alfred C. Radda och Meyer 2003. Girardinichthys ireneae ingår i släktet Girardinichthys och familjen Goodeidae. Inga underarter finns listade i Catalogue of Life.